# عبدالمنعم نمر
عبد المنعم النمر
الأستاذ الدکتور عبد المنعم النمر (۱۹۱۳ – ۱۹۹۱ م)
زایش در روستای الخرزانی مرکز دسوق سال ۱۹۱۳م. درس خوانده دانشکده أصول دین سال ۱۹۳۹ درجه دکترا ۱۹۷۲م. سال ۱۹۷۹م وزیر اوقاف مصر شد؛ و در سال ۱۹۹۱ درگذشت. او دارای کارهای پژوهشی زیادی است از جمله:
1. (الإسلام والشیوعیة –
2. الإسلام والغرب -
3. وجها لوجه – الشیعة
4. – المهدی – الدروز – الاجتهاد).

او در دین و زبان عربی به درجه اجتهاد رسید.
عالم دین سنی مصری از علماء الأزهر، ومتفکر إسلامی. پست وزارت اوقاف ، عضو در مجمع البحوث الإسلامیة. کتابهایی در فرهنگ وتاریخ در اسلام، دارد. از فکر اسلامی و فرهنگ اسلامی حمایت و هجوم فرهنگی غربی را محکوم دانسته و تهاجم فرهنگی غربی را مطرح ساخت.
در دانشگاه‌های اسلامی در بسیاری از کشورها سخنرانی کرده‌است؛ و عضو کمیته‌های دینی و مجلات مذهبی بوده‌است.
مهمترین بعد چهره ایشان دفاع از اجتهاد و بروز نمودن نیازها و مسایل دینی است. او با شجاعت از ضرورت پرداختن به مسایل روز دفاع کرد این دفاع او را شبیه به بحث شیعیان در موردضرورت باز بودن اجتهاد می‌کرد؛ که از سوی سلفی‌های متعصب مورد هجوم واقع شد. یکی از مقاله‌های او عنوان کردن ذوالقرنین به عنوان کوروش کبیر است. که مورد توجه جهان عرب قرار گرفت.
او ستون ویژه در روزنامه مشهور الأهرام داشت.
دکتر عبد المنعم النمر بالاترین مقام دینی (وزیر اوقاف و امور دینی مصر) و بزرگترین چهره اسلام‌شناس معاصر در مصر که مقاله تحقیقاتی در ماهنامه مشهور جهان عرب بنام مجله العرب شماره ۱۸۴ در سال ۱۹۷۴ منتشر گردیدذوالقرنین را همان کوروش کبیر دانست این مطلب مورد توجه و بازتاب علمای ازهر واقع شد و در جهان عرب بازتاب و پذیرش قابل توجهی یافت. او پس از بیان دلایل ابوکلام آزاد و دلایل مفسرین قبلی نتیجه می‌گیرد که ابوالکلام آزاد استدلالهای منطقی ارائه کرده‌است. بعد از مقاله عبدالمنعم النمر مقاله‌های دیگری نیز از سوی اسلام شناسان عرب در تأیید ابوکلام آزاد منتشر شده‌است.
دکتر عبدالمنعم همچنین نظریه‌ای جدید را که ادعا نموده‌است ذوالقرنین همان فرعون توت آخن می‌باشد را نیز رد کرده و آن را مستند ندانسته‌است: که مورد توجه جهان عرب قرار گرفت. مقاله دکتر النمر در سال ۱۳۸۶ توسط دکتر محمد عجم ترجمه و به فارس زبانان معرفی گردیده است.
بعد از عبد المنعم النمر مهمترین شخصیت علمی و مذهبی جهان عرب صابر صالح زغلول در سال ۲۰۱۱ کتاب بسیار مفصل ۳۲۷ صفحه‌ای نوشته که دارالکتاب العربی للنشر و التوزیع - القاهرة آن را توزیع کرده‌است. تحت عنوان :"مؤسس الدولة الفارسیة وأبو إیران؛ حیاته و فتوحاته وهل هو ذوالقرنین" پایه‌گذار دولت پارس و پدر ایران- زندگی و پیروزی‌هایش و پایان کار آیا او ذو القرنین است؟" متفکر بزرگ جهان عرب نظرات مختلف راجع به ذوالقرنین را بیان نموده و از جمله به نگر و دیدگاه - ابوالکلام آزاد و عبد المنعم النمر و الشیخ الشعراوی می‌پردازد و نتیجه می‌گیرد که دیدگاه ابوکلام آزاد به واقعیت نزدیک تر است.
.